# Ramiro González Jaramillo
José Ramiro González Jaramillo (Celica, Loja, 26 de agosto de 1958) es un político y economista ecuatoriano.

## Carrera política
En las elecciones seccionales de 1996 fue elegido consejero provincial de Pichincha. En 1999 fue destituido del cargo de concejero provincial.
Ramiro González se ha desempeñado como Prefecto de la provincia de Pichincha y como Subsecretario de Trabajo y Recursos Humanos en el gobierno de Rodrigo Borja Cevallos, y Ministro de Industrias y Productividad en el gobierno de Rafael Correa. Fue líder del partido Avanza de Ecuador, mismo que él fundó hasta su expulsión en 2018.
Actualmente prófugo de la justicia, el exministro de Industrias y expresidente del consejo directivo del IESS, Ramiro González, existe una orden de detención por el presunto delito de defraudación tributaria. Según informes del Servicio de Rentas Internas, entre el 2012 y el 2016, el exfuncionario recibió acreditaciones por $ 2'217.399, mientras que sus declaraciones presentadas manifiestan un valor de $ 391.168.

## Controversia
En octubre de 2015, participó en un debate económico que el presidente de Ecuador, Rafael Correa, convocó, junto a Alberto Dahik y Mauricio Pozo. En este, Ramiro González aseveró que la campaña presidencial de Correa para las elecciones presidenciales de Ecuador de 2006 fue supuestamente financiada por los hermanos Isaías. En agosto de 2017, su colaboradora, María Sol Larrea, fue detenida por supuesto enriquecimiento ilícito. Posteriormente, fue sentenciada y en 2019 su testimonio e información proporcionada ayudaron a probar que Ramiro González era culpable.
El 18 de agosto de 2017 la Fiscalía del Ecuador realizó un operativo para capturar a González, acusado de una supuesta defraudación fiscal. Fue dictada orden de prisión preventiva en su contra y fueron allanadas sus propiedades y la sede del Partido Avanza en Quito. En el operativo fue detenida provisionalmente su esposa, la misma que fue puesta en libertad horas más tarde, una vez que el juez no encontró motivación alguna para su detención.
El 9 de abril de 2019 fue capturado en Lima, capital del Perú, hasta el 16 de julio cuando se negó su extradición al Ecuador por parte de la justicia peruana.